# Sudovec
Sudovec falu Horvátországban Varasd megyében. Közigazgatásilag Novi Marofhoz tartozik.

## Fekvése
Varasdtól 23 km-re délre, községközpontjától 8 km-re délkeletre a Kemléki-hegység déli részén fekszik.

## Története
A falunak 1857-ben 536, 1910-ben 700 lakosa volt. A trianoni békeszerződésig Varasd vármegye Novi Marofi  járásához tartozott. 2001-ben a falunak 106 háza és 396 lakosa volt.

## Külső hivatkozások
- Novi Marof város hivatalos oldala Archiválva 2011. április 16-i dátummal a Wayback Machine-ben
- A helyi tűzoltóegylet honlapja